# Renzo Girolami
Renzo Girolami (* 12. Januar 1939 in Rom; † 2000) war ein italienischer Regieassistent und Filmregisseur.
Girolami, aus der gleichnamigen Filmfamilie stammend – ein Neffe von Marino Girolami und Cousin von Enzo Castellari –, war an zahlreichen Filmen von 1966 an als Regieassistent beteiligt; meist an Genreware seiner Verwandten, mehrmals auch bei Luciano Salce und Roberto Bianchi Montero. Auch als Dialogschreiber und Autor von Synchronarbeiten war er tätig.
Unter dem Namen Renzo Spaziani inszenierte er 1973 einen Film, den unterdurchschnittlichen Italowestern Drei Nonnen auf dem Weg zur Hölle.

## Filmografie
- 1973: Drei Nonnen auf dem Weg zur Hölle (Più forte, sorelle)